# Hypsugo ariel
Hypsugo ariel é uma espécie de morcego da família Vespertilionidae. Pode ser encontrada no Sudão, Egipto, Israel, Jordânia, Arábia Saudita, Omã e Iêmen. A população da península arábica era considerada uma espécie separada, Hypsugo bodenheimeri, mas as diferenças entre os dois grupos não são distintas o suficiente para sustentar a separação.